# Ratpenat d'orelles d'embut cubà
El ratpenat d'orelles d'embut cubà (Chilonatalus micropus) és una espècie de ratpenat natàlid que viu a les illes de Cuba, Jamaica, Hispaniola, Bahames i San Andrés y Providencia.

## Subespècies
- Chilonatalus micropus brevimanus
- Chilonatalus micropus macer
- Chilonatalus micropus micropus